# Instituto para as Obras de Religião
O Instituto para as Obras de Religião (em italiano:  Istituto per le Opere di Religione), mais conhecido como Banco do Vaticano, é uma instituição financeira ligada à Santa Sé e localizada na Cidade do Vaticano. A instituição é presidida por um diretor executivo ligado a um comitê de cardeais e ao Papa. Foi criado na Segunda Guerra Mundial para administrar as contas dos principais clérigos. Aparece no filme O Poderoso Chefão III, de 1990, como centro das conspirações da trama. Apesar disso não é capaz de gerenciar a totalidade do tesouro de São Pedro. O total de investimentos e receitas do conglomerado católico movimentam U$$ 170 bilhões apenas na América do norte, e é gerido por diversos bancos ao redor do mundo.

## História
A riqueza do Vaticano tem suas raízes no século IV, quando o imperador Constantino, depois de se converter ao cristianismo, colocou à disposição do Papa Silvestre I uma imensa fortuna.
No século XX, o governo fascista de Benito Mussolini também foi generoso para com a Igreja. Mediante a assinatura do Tratado de Latrão (1929), o governo italiano outorgou à Santa Sé uma série de garantias e medidas de proteção, inclusive o reconhecimento do Vaticano como um Estado soberano, isentando-o de tributos sobre suas propriedades e sobre suas importações. Alguns anos depois, em 1933, foi estabelecida a Concordata com o Reich,
através da qual o governo alemão garantiu à Igreja Católica o direito de continuar cobrando o Kirchensteuer, o tradicional tributo eclesiástico estadual que os fiéis alemães pagavam às suas igrejas (católicas, protestantes ou outras). O imposto, violado durante a Alemanha Nazista, se mantém até os dias atuais. Antes de 1945, valor por pessoa por ano era de aproximadamente dois a três marcos. Atualmente varia entre 8% e 9% do montante do imposto de renda devido pelo contribuinte, sendo que, em 2011, o Kirchensteuer proporcionou à Igreja Católica uma arrecadação de USD 6,3 bilhões.
O Istituto per le Opere di Religione foi fundado em 27 de junho de 1942 pelo Papa Pio XII, absorvendo a Amministrazione delle Opere di Religione ("Administração das Obras da Religião"), que tinha origem na Comissão para Obras Pias (Commissione ad pias causas) estabelecida pelo Papa Leão XIII em 11 de fevereiro de 1887.

## Dívida
A instituição tomou conta das manchetes de jornais durante a década de 1980, quando o Banco Ambrosiano, do qual a instituição era a maior acionista, adquiriu uma dívida de 3.500 bilhões. Foi aventado o indiciamento do então presidente da instituição, arcebispo Paul Marcinkus. Contudo, sendo ele um sacerdote os tribunais italianos não o poderiam indiciar.

## Investigação de lavagem de dinheiro
Em 2009, a revista italiana Panorama relatou que o banco do Vaticano estava sendo investigado por autoridades italianas acusados de lavagem de dinheiro no valor de 180 milhões de euros através da filial Unicredit, localizada na Via della Conciliazione, próxima a Basílica de São Pedro.[carece de fontes?] O banco permite contas de religiosos e outras associações católicas usando seu status internacional.
Em 2010 continuaram as investigações sobre o presidente da instituição, Ettore Gotti, por um esquema de lavagem de aproximadamente 23 milhões de euros.
Em 2010, o presidente da instituição e o diretor Paolo Cipriani, foram postos sob investigação pelas autoridades italianas e cerca de 30 milhões de dólares em bens foram apreendidos por supostamente não seguirem os protocolos europeus antilavagem de dinheiro. Em maio de 2011 o dinheiro foi liberado e nenhuma acusação criminal foi movida contra as duas autoridades.
No dia 30 de dezembro de 2010, o Papa Bento XVI instituiu a Autoridade de Informação Financeira (AIF) para inspecionar movimentos de capitais executado por qualquer escritório interno ou vinculado com a Santa Sé. As normas que regeram tal instituição foram elaboradas com a ajuda de Marcello Condemi e Francesco De Pasquale. Tal instituição ocorreu apesar da oposição de Paolo Cipriani, diretor-geral do IOR, que, apoiado pelo Cardeal Tarcisio Bertone, se opôs ao fim do sigilo sobre algumas das contas numeradas do IOR, que não eram passíveis de investigação pela magistratura italiana. Segundo Cipriani, o sigilo do IOR era um pilar irrenunciável da autonomia do Estado da Cidade do Vaticano, como Estado soberano, e o fim de tal sigilo e do caráter “offshore” do IOR, para a clientela internacional, que tornavam a instituição mais atrativa, levaria ao fechamento da instituição.
A severa oposição às novas normas e aos poderes da AIF continuou após sua instituição, e, em 25 de janeiro de 2012, ocorreu uma alteração normativa que limitou os poderes de inspeção da AIF, apesar das contestações de Gotti Tedeschi e do Cardeal Attilio Nicora a essa reviravolta. Essa alteração normativa levou a uma pior avaliação do Vaticano pelo organismo do Conselho da Europa que avalia os sistemas antilavagem de dinheiro.
No dia 24 maio de 2012, Ettore Gotti Tedeschi foi destituído do cargo de presidente da instituição por uma moção de censura apoiada pelo Cardeal Bertone. Ettore havia sido nomeado em 2009, com o perfil de um reformador, mas um conselho de supervisores criticou-o por comportamento errôneo e por um pobre desempenho no trabalho.
No dia 31 de dezembro de 2012, o Deutsche Bank anunciou que estava suspendendo os serviços de pagamento eletrônico para o Vaticano, pois aquela cidade-estado, não possuía uma autoridade bancária regulatória adequada, como consequência, o Vaticano rapidamente teve que fazer suas transações em dinheiro apenas, e deixou de aceitar cartões de crédito em seus museus e correios. Essa situação foi superada depois que o Vaticano elaborou um acordo com a Aduno, uma empresa suíça de pagamentos sem dinheiro.

## Reforma do Banco Vaticano
Em 24 de junho de 2013 o Papa Francisco criou, de surpresa, a Comissão Pontifícia para o Instituto para as Obras de Religião, com o objetivo de reformar a instituição que há décadas -desde o rumoroso caso do Banco Ambrosiano - tem estado envolvida em escândalos e controvérsias. Para presidir a comissão, foi escolhido um salesiano reformador - o cardeal Raffaele Farina, de 80 anos, antigo arquivista de Bento XVI. Um estudioso, muito inserido na Cúria, Farina liderou os grandes restauros que transformaram a histórica Biblioteca Apostólica e o arquivo secreto da Santa Sé. A comissão foi composta pelo cardeal Jean-Louis Pierre Tauran, pela professora Mary Ann Glendon, por Monsenhor Juan Ignacio Arrieta Ochoa de Chinchetru e Monsenhor Peter Bryan Wells, além do cardeal Farina.
Em janeiro de 2014, o papa Francisco substituiu quatro dos cinco membros da comissão cardinalícia de vigilância do IOR, que tem a atribuição de acompanhar as movimentações financeiras do Instituto. Foram exonerados: o arcebispo de São Paulo, dom Odilo Scherer, o indiano Telesphore Toppo, arcebispo de Ranchi, e os italianos Domenico Calcagno, presidente da Apsa, e Tarcisio Bertone (que era presidente da comissão e, na mesma época, Secretário de Estado vaticano, tendo sido muito criticado por sua gestão da Cúria Romana). Apenas foi mantido o cardeal francês Jean-Louis Tauran, presidente do Pontifício Conselho para o Diálogo Inter-Religioso e ex-ministro do exterior do Papa Wojtyla, nomeado em fevereiro de 2013 - quando a comissão foi renovada por Bento XVI. Como substitutos foram designados o cardeal italiano Pietro Parolin, atual secretário de Estado do Vaticano, o cardeal austríaco Christoph Schönborn, arcebispo de Viena, o cardeal canadense Thomas Christopher Collins,  arcebispo de Toronto e o espanhol Santos Abril y Castelló, arcipreste da Basílica Papal de Santa Maria Maggiore, em Roma. Todos devem, em princípio, permanecer na comissão por cinco anos. Ainda em 2014, em 9 de julho, o Cardeal Josip Bozanić, arcebispo de Zagreb passou a fazer parte da comissão.
O responsável pela Administração do Patrimônio da Sé Apostólica, Nunzio Scarano,  capelão do Papa, acusado de lavar 20 milhões de euros em transações com bancos da Itália e da Suíça em 2012, já havia sido afastado em julho de 2013. Casos de corrupção foram colocados como prioridade por Francisco na reforma do Instituto. Dentre as mudanças, estão o endurecimento de penas para corrupção e crimes financeiros e a colaboração com a Justiça italiana para investigar irregularidades. O Vaticano ainda contratou auditorias internacionais para verificar as contas do Banco do Vaticano. Durante a Jornada Mundial da Juventude, em julho de 2013, o papa declarou que pretende transformar o IOR em uma instituição "honesta e transparente". "Alguns acham melhor que seja um banco, outros que seja um fundo, uma instituição de ajuda. Eu não sei. Confio no trabalho das pessoas que estão trabalhando nisso", disse.
Segundo o juiz Nicola Gratteri, conhecido por combater a máfia na região da Calábria, o papa Francisco estaria sob a mira da máfia calabresa, a 'Ndrangheta, por causa de sua cruzada contra a corrupção no Vaticano. De acordo com o magistrado, a tentativa de Francisco de trazer mais transparência para o Vaticano deixou os mafiosos que fazem negócios com religiosos corruptos mais "nervosos e agitados". "O papa Francisco está desmantelando os centros do poder econômico do Vaticano. Os chefões da máfia não hesitariam em tentar qualquer coisa contra ele". "A máfia que investe, que lava dinheiro, é a que tem o real poder. É essa que ficou rica com a conivência de anos da Igreja", disse Gratteri. "São essas pessoas que ficaram nervosas, ""Não sei se o crime organizado está preparado para fazer algo, mas certamente está pensando a respeito. Eles podem ser muito perigosos," afirmou Gratteri. O juiz atacou padres e bispos do sul da Itália que, segundo ele, legitimam a ação de mafiosos. "Os padres locais costumam visitar as casas dos chefes da máfia para tomar um cafezinho. Isso dá força e poder popular para o crime", afirmou. Em 26 anos de trabalho, Gratteri contou nunca ter entrado na casa de um mafioso que não tenha uma imagem religiosa. "Os ritos de filiação à máfia evocam a religião. A Igreja e a 'Ndrangheta caminham lado a lado", disse. "Antes de matar, o mafioso reza. Ele pede proteção para Nossa Senhora." Segundo uma pesquisa, 88% dos mafiosos presos na Itália se dizem religiosos. Para o Vaticano, porém não há motivo para preocupação. "Não há nenhum motivo real para nos preocuparmos. Não é o caso de alimentar alarmes, estamos tranquilos", disse o porta-voz da Santa Sé, padre Federico Lombardi.